# 田中洋明
田中 洋明 （たなか ひろあき、1979年4月17日 -）は元プロサッカー選手。

## 来歴
小野伸二、高原直泰、稲本潤一らとは同世代でユース代表ではエースストライカーとして活躍。高校2年の時にヴェルディ川崎に入団、その後ACミランの練習に参加する。しかし選手層の厚さから出番は無く、ユースの代表からも外れ、1999年に横浜FCに期限付き移籍。
シーズン終了後の2000年からは在学していた国士舘大学のサッカー部に入部。
2002年にはシンガポール・Sリーグのホーム・ユナイテッドに入団。その後、タイ、ニュージーランドでもプレーした。
帰国後は東京ベイフットボールクラブの選手兼U-15監督としてプレーしていたが、現在は現役を引退しU-15監督に専念。 

## 所属クラブ
- 1995年 - 1997年 読売ユース
- 1998年 - 2000年  ヴェルディ川崎
  - 1999年7月 - 2000年1月  横浜FC（レンタル移籍）
- 2000年 - 2001年  国士舘大学
- 2002年  ホーム・ユナイテッド
- 2003年  タンジョン・パガー・ユナイテッドFC
- 2003年 - 2004年  オーソットサパーFC
- 2004年 - 2005年5月  ワイタケレ・ユナイテッド
- 東京ベイフットボールクラブ

## 個人成績
| 国内大会個人成績 | 国内大会個人成績 | 国内大会個人成績 | 国内大会個人成績 | 国内大会個人成績 | 国内大会個人成績 | 国内大会個人成績 | 国内大会個人成績 | 国内大会個人成績 | 国内大会個人成績 | 国内大会個人成績 | 国内大会個人成績 |
| 年度             | クラブ           | 背番号           | リーグ           | リーグ戦         | リーグ戦         | リーグ杯         | リーグ杯         | オープン杯       | オープン杯       | 期間通算         | 期間通算         |
| 年度             | クラブ           | 背番号           | リーグ           | 出場             | 得点             | 出場             | 得点             | 出場             | 得点             | 出場             | 得点             |
| 日本             | 日本             | 日本             | 日本             | リーグ戦         | リーグ戦         | リーグ杯         | リーグ杯         | 天皇杯           | 天皇杯           | 期間通算         | 期間通算         |
| ---------------- | ---------------- | ---------------- | ---------------- | ---------------- | ---------------- | ---------------- | ---------------- | ---------------- | ---------------- | ---------------- | ---------------- |
| 1998             | V川崎            | 33               | J                | 0                | 0                | 0                | 0                |                  |                  |                  |                  |
| 1999             | V川崎            | 23               | J1               | 0                | 0                | 0                | 0                |                  |                  |                  |                  |
| 通算             | 日本             | 日本             | J1               | 0                | 0                | 0                | 0                |                  |                  |                  |                  |
| 総通算           | 総通算           | 総通算           | 総通算           | 0                | 0                | 0                | 0                |                  |                  |                  |                  |

## タイトル
- 1995年U-17世界選手権日本代表、アジア予選得点王
- 2002年プライムリーグ得点王(ホーム・ユナイテッド)